# Lophiostoma semiliberum
Lophiostoma semiliberum är en svampart som först beskrevs av Jean Baptiste Desmazières, och fick sitt nu gällande namn av Ces. & De Not. 1863. Lophiostoma semiliberum ingår i släktet Lophiostoma och familjen Lophiostomataceae.  Arten är reproducerande i Sverige. Inga underarter finns listade i Catalogue of Life.